# Karl Honz
Karl Honz (ur. 28 stycznia 1951 w Moos) – niemiecki lekkoatleta specjalizujący się w długich biegach sprinterskich, dwukrotny uczestnik letnich igrzysk olimpijskich w Monachium (1972) i Montrealu (1976), mistrz Europy z Rzymu (1974) w biegu na 400 metrów.

## Sukcesy sportowe
- dwukrotny mistrz (1972, 1973), wicemistrz (1974) oraz brązowy medalista (1975) mistrzostw Republiki Federalnej Niemiec w biegu na 400 m[1]

| Rok  | Miasto    | Zawody                      | Konkurencja                      | Wynik                     |
| ---- | --------- | --------------------------- | -------------------------------- | ------------------------- |
| 1972 | Monachium | letnie igrzyska olimpijskie | sztafeta 4 × 400 m bieg na 400 m | 4. miejsce 7. miejsce     |
| 1973 | Rotterdam | halowe mistrzostwa Europy   | sztafeta 4 × 2 okrążenia         | srebrny medal             |
| 1974 | Rzym      | mistrzostwa Europy          | bieg na 400 m sztafeta 4 × 400 m | złoty medal srebrny medal |
| 1975 | Katowice  | halowe mistrzostwa Europy   | sztafeta 4 × 2 okrążenia         | złoty medal               |

## Rekordy życiowe
- bieg na 200 m – 20,89 – Monachium 23/07/1972
- bieg na 400 m – 44,70 – Monachium 21/07/1972